# Курганская (порода коров)
Курганская — порода крупного рогатого скота молочно-мясного и мясо-молочного направления продуктивности.

## История
Выведена в 1942-1951 гг. в Курганском племсовхозе и на племфермах Курганского госплемрассадника под руководством учёных Курганского сельскохозяйствееного института и Всесоюзного института животноводства (руководители — профессор КСХИ Александра Симоновна Попович и старший научный сотрудник ВИЖ Николай Петрович Бычков) скрещиванием местного малопродуктивного скота с шортгорнами, а также частично со скотом тагильской, симментальской, красной степной и ярославской пород. Большую роль в выведении породы сыграли научный сотрудник с/х опытной станции (будущий профессор Московской сельскохозяйственной академии имени К. А. Тимирязева) Павел Алексеевич Барышников (1905—1985) и профессор Пермского СХИ Аркадий Петрович Никольский (1902—1964).
Утверждена в 1949 году. Племенная группа скота курганской породы была сосредоточена в Курганском племсовхозе (Менщиковский сельсовет) и на племенных фермах колхозов Курганского ГПР: «1-е Мая» (Большечаусовский сельсовет) и «Ударник» (Шмаковский сельсовет) Курганского района, «Искра» Чимеевский сельсовет и «Восход» (Пьянковский сельсовет) Чашинского района Курганской области. 
По направлению продуктивности подразделяется на два типа: молочно-мясной и мясо-молочный.
Курганский скот разводят в Курганской, Челябинской, Тюменской, Оренбургской областях и в Башкирии.
Поголовье на начало 1990 года составило 3 тыс. голов.

## Описание внешнего вида
Курганские коровы отличаются габаритным, развитым, пропорциональным телом. Общие промеры (косая длина корпуса от плечелопаточного сплетения до корня хвоста и обхват груди) зрелых особей соответствуют нормам продуктивного КРС. Длина тела – 161,3 см. Обхват грудной клетки за лопатками — 189, 7 см. Шерсть у курганского КРС густая, а окрас представлен в трех вариантах: чалый (серый цвет с белыми вкраплениями), красный и красно-пестрый.
Другие экстерьерные особенности:
- рост – 130,1 см (в области холки);
- глубина груди — 70,3 см;
- ширина груди за лопатками — 44,1 см;
- косая длина туловища (палкой) — 155,3 см;
- обхват груди за лопатками — 189.7 см;
- обхват пясти — 19,2 см;
- голова средних размеров с плоским массивным лбом и четко выраженной лицевой частью;
- рога конусообразной формы, приподнятые вверх;
- мускулистая шея, плавно переходящая в туловище;
- широкий зад с выделяющимися мясистыми бедрами;
- шерсть у курганского КРС густая, а окрас представлен в трех вариантах: чалый (мраморный, серый цвет с белыми вкраплениями), красный и красно-пестрый.

Живой вес курганских коров:
- 28—32 кг – вес телят при рождении;
- 540—550 кг – стандартная масса взрослых коров;
- 800—900 кг – весовые параметры быков-производителей.

При обильном кормлении масса повышается. Вес некоторых коров составляет 720 кг, а быки набирают до 1100 кг.

## Производительность
Годовой надой молока — от 2800 до 3750 кг. Задние доли их вымени секретируют интенсивнее (от 55,4 до 56,5% удоя). Количество молока во многом связано с формой вымени и его возрастными изменениями. Если оно чашеобразное — удой будет выше, а когда имеет круглые очертания, молочность снижается. С возрастом вымя коров округляется и продуктивность падает. Соотношение питательных веществ в молоке курганских коров: 3,96—4,2 % жира и 3,33 %—3,60 % белка.
Рекордистка породы — корова Зеница 71: за 300 дней лактации от нее получено 7265 кг молока.
Суточный привес телят содержащихся на хорошем откорме возрастает до 700-900 кг. При убое молодняка получают 55—60 %. Убойный выход от быков равен 55—65 %. Мясные качества хорошие и отличные.